# Mikófalva
Mikófalva község Heves vármegye Bélapátfalvai járásában.

## Fekvése
A Bükk-vidéken fekszik, Bélapátfalva nyugati szomszédságában. A további szomszédos települések: észak felől Balaton, északkelet felől Bükkszentmárton, délkelet felől Mónosbél, délnyugat felől Egerbocs, nyugat felől Egercsehi, északnyugat felől pedig Bekölce.

### Megközelítése
Főutcája a 2510-es út, ezen érhető el Egercsehi-Bekölce felől. Északi és déli szomszédaival a 2507-es út, Bélapátfalva központjával pedig a 25 305-ös és 25 304-es számú mellékutak kapcsolják össze.
Déli határszélét érinti a Füzesabony–Putnok-vasútvonal is, de annak ott nincs megállási pontja, így a legközelebbi vasúti csatlakozási lehetőséget ma Bélapátfalva vasútállomás kínálja. Régebben a vasút a lakott területét is érintette, így 1922-től önálló megállóhelye is volt, de egy jelentősebb nyomvonal-korrekció során a falut érintő vonalszakaszt 1982 őszén megszüntették és elbontották (az egykori felvételi épületben utóbb postahivatal kapott helyet).

## Története
Mikófalva egykor a Bél nemzetség ősi birtoka volt. A nemzetség a 13. század vége felé ősi birtokain,  nemzetségi javakain megosztozott. Azt a részt, ahol a mai Mikófalva terül el, 1282-ben Rátót és II. Mikó kapták meg.
A település nevét II. Mikó-tól (1282–1327) vette, ő volt az aki a falut betelepítette és határait 1295-ben az ugyancsak a   Bél nemzetségből származó Gergely fiaitól megvett birtokokkal gyarapította.
1413-ban a Rátoldfalviak birtoka volt, majd 1468-ban a Monyorósi családé lett, akinek itteni birtokait a Nádasdyak és az Ormányiak kapták meg.
1492-ben egy Nagy nevű család birtoka volt, amely Mikófalvi előnévet viselt.
1546-ban az adóösszeírás szerint több nemes családé volt, ekkor 4 adóköteles portát írtak itt össze, az 1546. évi adóösszeírás szerint több nemes család volt itt birtokos.
1693-ban Bekény János, Kelemen István, Kovács György, István, Mátyás, János és Albert birtoka volt.
1741-ben  legnagyobb birtokosa Almássy János volt.
A 19. század elején az Almássyakon kívül a Bekény, Kovács, Kelemen, Zay, Rakovszky, Marton, Hellebront és Torma családok, továbbá gróf Keglevich Miklós voltak a település birtokosai, a 19. század közepén, az itt lévő nemesi birtokokat a Kovács és a Kelemen családok vásárolták meg.
A 20. század elején Heves vármegye Pétervásárai járásához tartozott. 

Mikófalvai Passió - 1922

Az első magyarországi passiójátékot Fejős Pál rendezte a Heves vármegyei Mikófalván, 1922-ben. A szereplők mikófalvaiak voltak, de fővárosi színészek is segítettek. A nézőtéren ötezren fértek el, a szereplőgárda pedig kétszáz fős volt, nem számítva a négyszáz tagú énekkart. 1922 áldozócsütörtökétől szeptember 17-ig huszonöt előadáson mintegy huszonötezer ember látta a Passiót. Mikófalván a templomban két falfestmény őrzi a passió emlékét: az utolsó vacsora és a Golgota hátterében a Bélkő csúcsa magasodik. A passiójátékok okán kapta meg 1922-ben az engedélyt a település a Füzesabony–Putnok-vasútvonalon fekvő egykori vasúti megállóhelye létesítésére.

## Közélete

### Polgármesterei
- 1990: Farkas Árpád (független)[3]
- 1990–1994: Kovács Flórián (független)
- 1994–1998: Kovács Flórián (független)[4]
- 1998–2002: Kovács Flórián (független)[5]
- 2002–2006: Kovács Flórián (független)[6]
- 2006–2010: Kelemen Károly (független)[7]
- 2010–2014: Kelemen Károly (független)[8]
- 2014–2019: Fónagy Gergely (független)[9]
- 2019–2024: Fónagy Gergely (független)[10]
- 2024– : Baranyiné Kelemen Erzsébet (független)[1]

## Népesség
A település népességének változása:
| Lakosok száma | 748  | 722  | 698  | 668  | 656  | 648  | 640  |
|               | 2013 | 2014 | 2015 | 2021 | 2022 | 2023 | 2024 |

1910-ben  1136 magyar lakosa volt. Ebből 1121 római katolikus volt.
A községben 2007-ben 722 fő élt és összesen 323 lakás volt.
2001-ben a település lakosságának 98%-a magyar, 2%-a cigány nemzetiségűnek vallotta magát.
A 2011-es népszámlálás során a lakosok 84,4%-a magyarnak, 1% cigánynak mondta magát (15,5% nem nyilatkozott; a kettős identitások miatt a végösszeg nagyobb lehet 100%-nál). A vallási megoszlás a következő volt: római katolikus 63%, református 3%, evangélikus 0,3%, felekezeten kívüli 6,6% (26,2% nem nyilatkozott).
2022-ben a lakosság 92,1%-a vallotta magát magyarnak, 1,1% cigánynak, 0,8% németnek, 0,2% ukránnak, 1,4% egyéb, nem hazai nemzetiségűnek (7,8% nem nyilatkozott; a kettős identitások miatt a végösszeg nagyobb lehet 100%-nál). Vallásuk szerint 57,6% volt római katolikus, 4,9% református, 0,5% görög katolikus, 0,5% evangélikus, 1,4% egyéb keresztény, 0,8% egyéb katolikus, 7% felekezeten kívüli (27,1% nem válaszolt).

## Nevezetességek
- Római katolikus temploma a 18. század elején épült.
- Népi műemlékház és kovácsműhely